# Leusderend
Leusderend (ook wel Leusder-End en tussen 1937 en 1998 Huize Don Bosco genoemd) is een landgoed en voormalig internaat in de Nederlandse gemeente Leusden. Het ligt aan de Dodeweg nabij de N226 op de overgang van het dal van de Heiligenbergerbeek naar de Utrechtse Heuvelrug. Op het landgoed bevindt zich een landhuis waarvan de bouw werd voltooid in de zomer van 1917. Sinds 1998 wordt het landgoed gebruikt als kantorenterrein, waar onder meer de Beeckestijn Business School is gevestigd.

## Geschiedenis
Het gelijknamige landhuis werd gebouwd in opdracht van Jan Karel Hendrik de Beaufort in 1916 en was gereed in 1917. Verder liet hij er een tuinmanswoning, koetshuis, boerderij met varkensstallen en kippenhok bouwen. Ook was er een tennisbaan. Het ontwerp is door Mellius Jan Klijnstra gemaakt in 1916 in Oud-Hollandse neorenaissancestijl

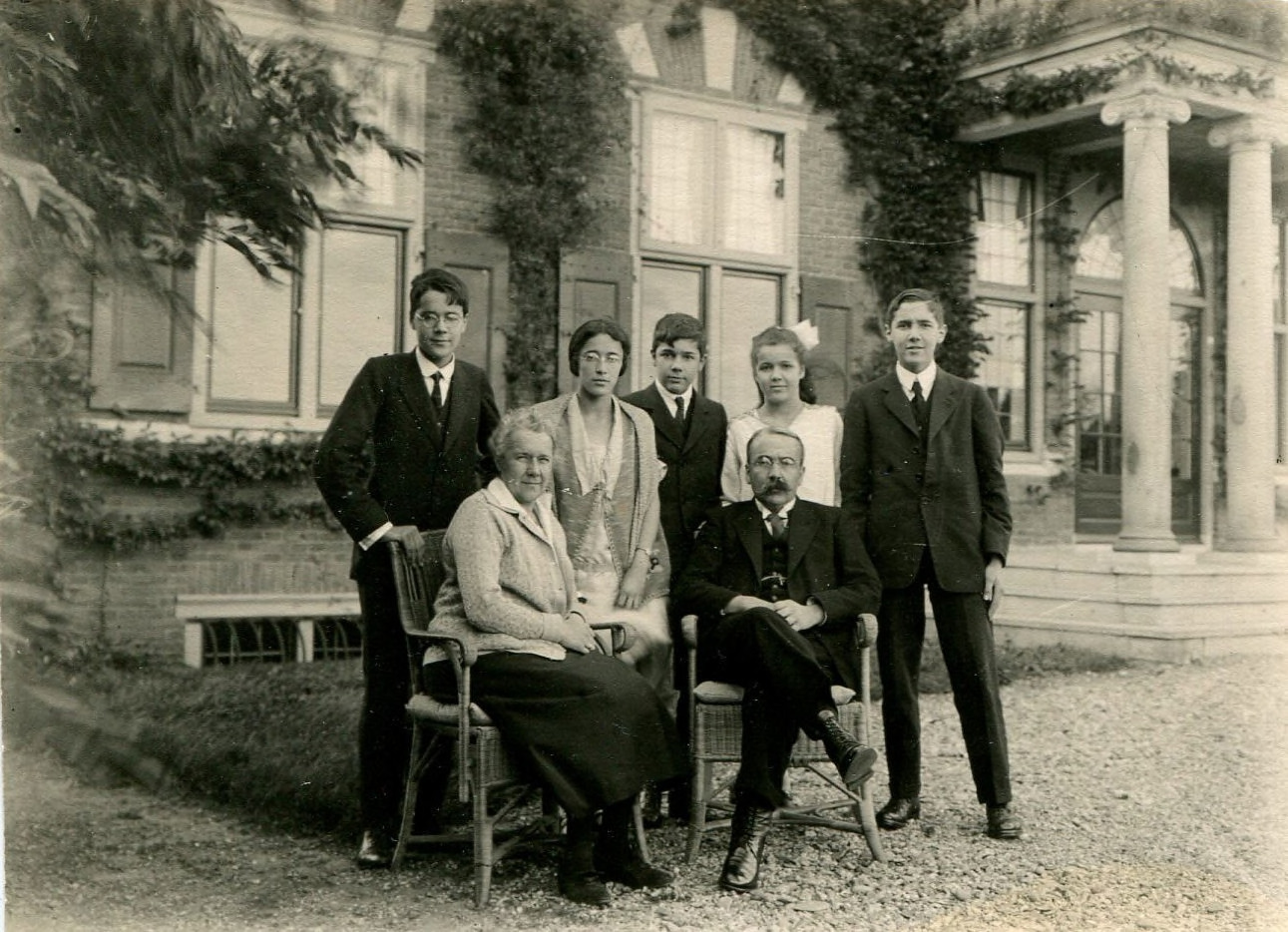
Het gezin van J.K.H. de Beaufort in de tuin van villa Leusderend

In 1926 kwam de bankier A.J. van Hengel er tijdelijk wonen. Dit stopte in 1930, toen hij in een vliegtuigongeluk om het leven kwam, waardoor het landgoed in 1937 werd doorverkocht aan de Salesianen van Don Bosco voor 80.000 gulden. Zij zetten het landgoed om in een studiehuis, bestemd voor "begaafde jongens uit de lagere volksklassen." Op 18 september van dat jaar ging het eerste schooljaar van start met 34 leerlingen. In de Tweede Wereldoorlog, vanaf de herfst van 1942, werd het landhuis in beslag genomen door de Sicherheitsdienst vanwege haar nabijheid van Kamp Amersfoort. De ingangen werden bewaakt door soldaten en het park werd gebruikt als munitie-opslagplaats. In september 1945, enige maanden na de Duitse capitulatie werd het landgoed weer bewoond door de eerste Salesianen.
Nadat in 1945 het tuinhuis is afgebrand en vervolgens de stallen werden afgebroken, hebben de Salesianen het terrein verder bebouwd door het stichten van een Rooms-katholieke internaat met nijverheidsschool (dat later een lts werd) met onder andere klaslokalen, slaapzalen en noodgebouwen. Tot 1962 werd hierbij het plan van architect G. Adriaans uit 1947 gevolgd, dat voorzag in een hoefijzervormige plaatsing van de nieuwbouw achter het landhuis. Behorend bij het plan uit 1947 is ook in hetzelfde jaar het koetshuis, in gebruik als autogarage, gesloopt. Vanaf 1980 fungeerde het hoofdgebouw als provincialaat (bestuurscentrum) van de Salesianen. De school is in 1998 opgeheven.

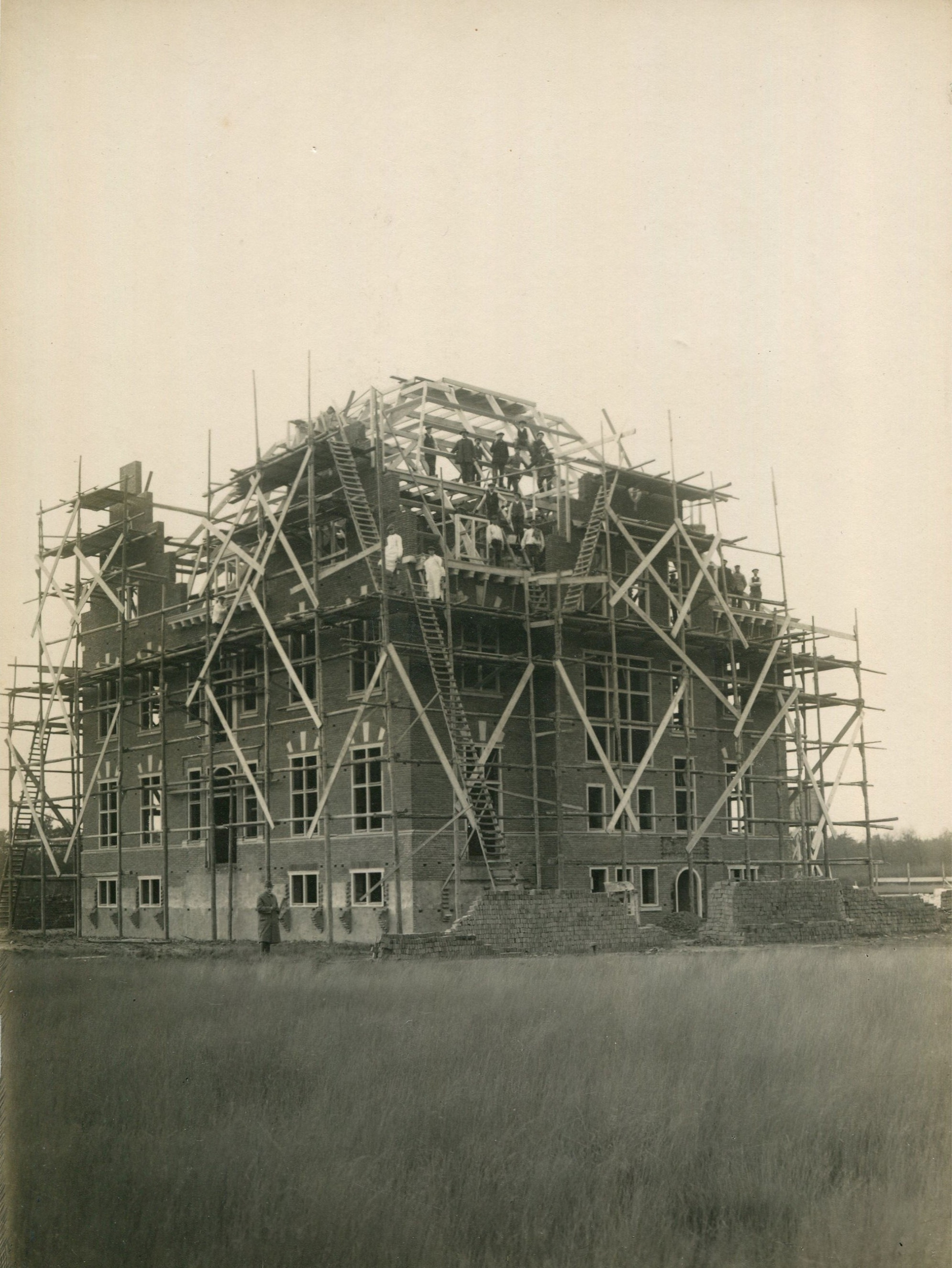
Villa Leusderend in aanbouw

## Landhuis
De hoofdvorm van het landhuis is tweelaags met souterrain. Het rechthoekige pand heeft een leistenen schilddak met steekkappen bij de trapgevels en op alle de vier hoeken een schoorsteen. De trapgevels, die houten kruiskozijnen met benedenluiken bevatten, bestaan uit plint met hardstenen band. Tegen de voorgevel is een bordes met balkon op classicistische zuilen met in de zuidelijke en noordelijke zijgevel risaliet. Qua stijl refereert het huis met zijn trapgevels, zware baksteen gevels, kruisvensters en classicistische entree sterk aan de Hollandse renaissance architectuur uit de Gouden Eeuw en grijpt terug op de buitenhuizen die in de 17e en 18e eeuw langs de grote rivieren in Nederland verrezen.
De lichten en vensters in de topgevels zijn gemaakt van glas-in-lood, waar zich ook de oeil de boeufs bevinden. De ingang met dubbele deuren met roedenraam en bovenlicht is versterkt met een portiek die bestaat uit Ionische zuilen, kroonlijst en een balkon met een natuurstenen omlijsting rond de toegang. Verder zijn de dakkapellen onder de zadeldak bekroond met fronton. Op de nok van het dak is een luidklok.
Hoewel de omgeving sinds het gebruik als school sterk is veranderd, zijn aan de voorzijde van het huis verschillende elementen van de tuinaanleg behouden, zoals de zonnewijzer en de zichtlaan met een bloemperk.
Het pand is van architectuurhistorisch belang als opvallend en gaaf voorbeeld van een fors landhuis in nieuw-historiserende stijl. Het heeft een forse hoofdvorm en is voorzien van kruisvensters, trapgevels en een geornamenteerde entreepartij. Het ligt op een grotendeels bosachtig en geometrisch ingericht terrein aan het einde van een lange zichtas op de Arnhemseweg. Samen met deze aanleg en de hekposten met inzwenkende muren bij de entree aan de Dodeweg vormt het pand een waardevol geheel.
Sinds 2022 is het landhuis een gemeentelijk monument van de gemeente Leusden.

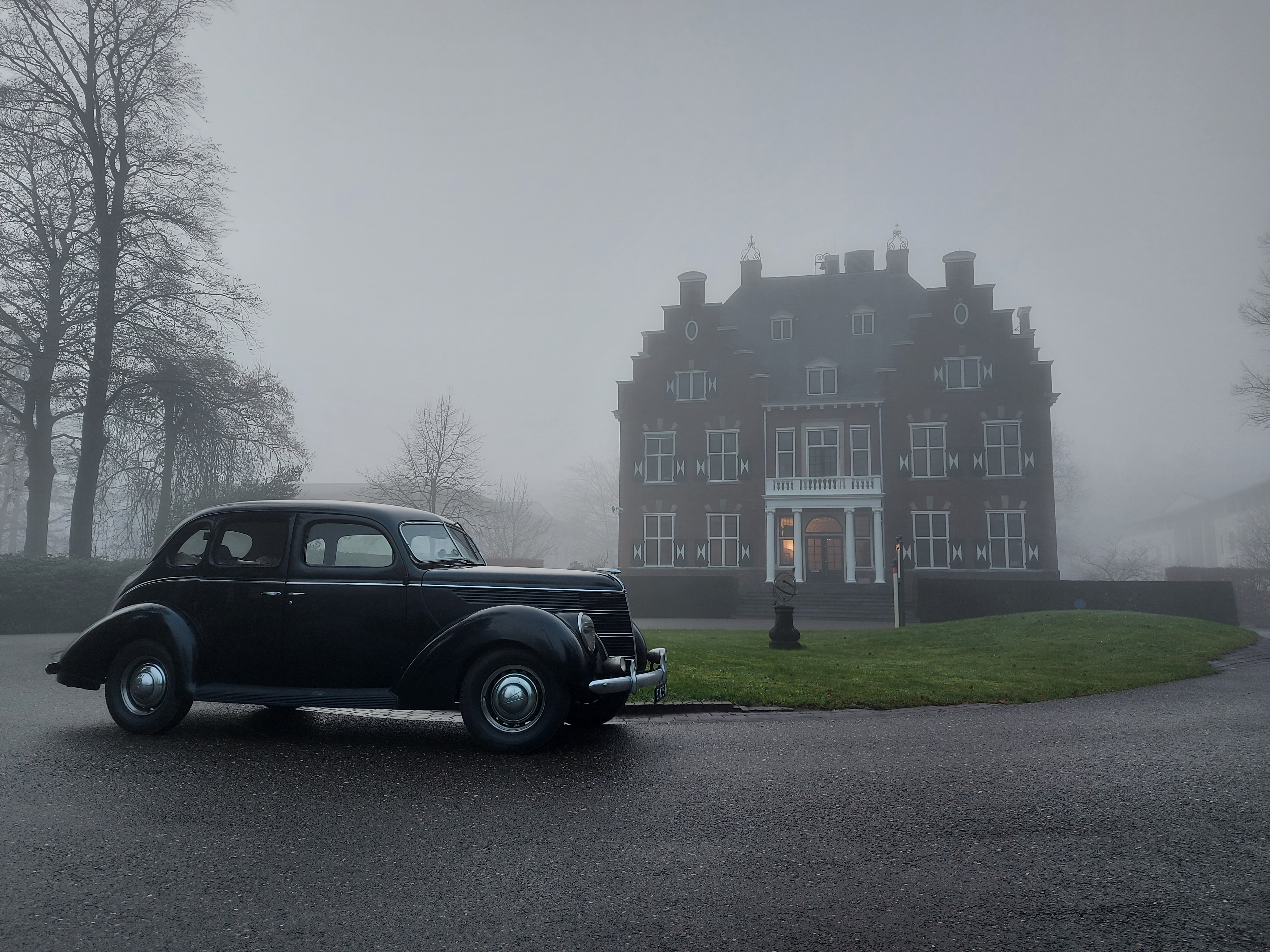
Het landhuis in december 2021

In 2020 en 2021 vond een gedeeltelijke restauratie van het landhuis plaats door Bouw- en Restauratiebedrijf Van de Burgt & Strooij die het onder meer de trapgevels hersteld hebben, het glas in lood gedeeltelijk vervangen hebben en verrotte kozijnen en dakkapellen gerepareerd hebben.

De gevelsteen bevat de volgende tekst:
de eerste steen gelegd door Cornelia Maria De Beaufort en Joachim Ferdinand De Beaufort 31 augustus 1916.
Het landhuis is opgenomen in het Monumenten Inventarisatie Project van de provincie Utrecht en staat aangemerkt als hoge erfgoedwaarde.

## Geschil

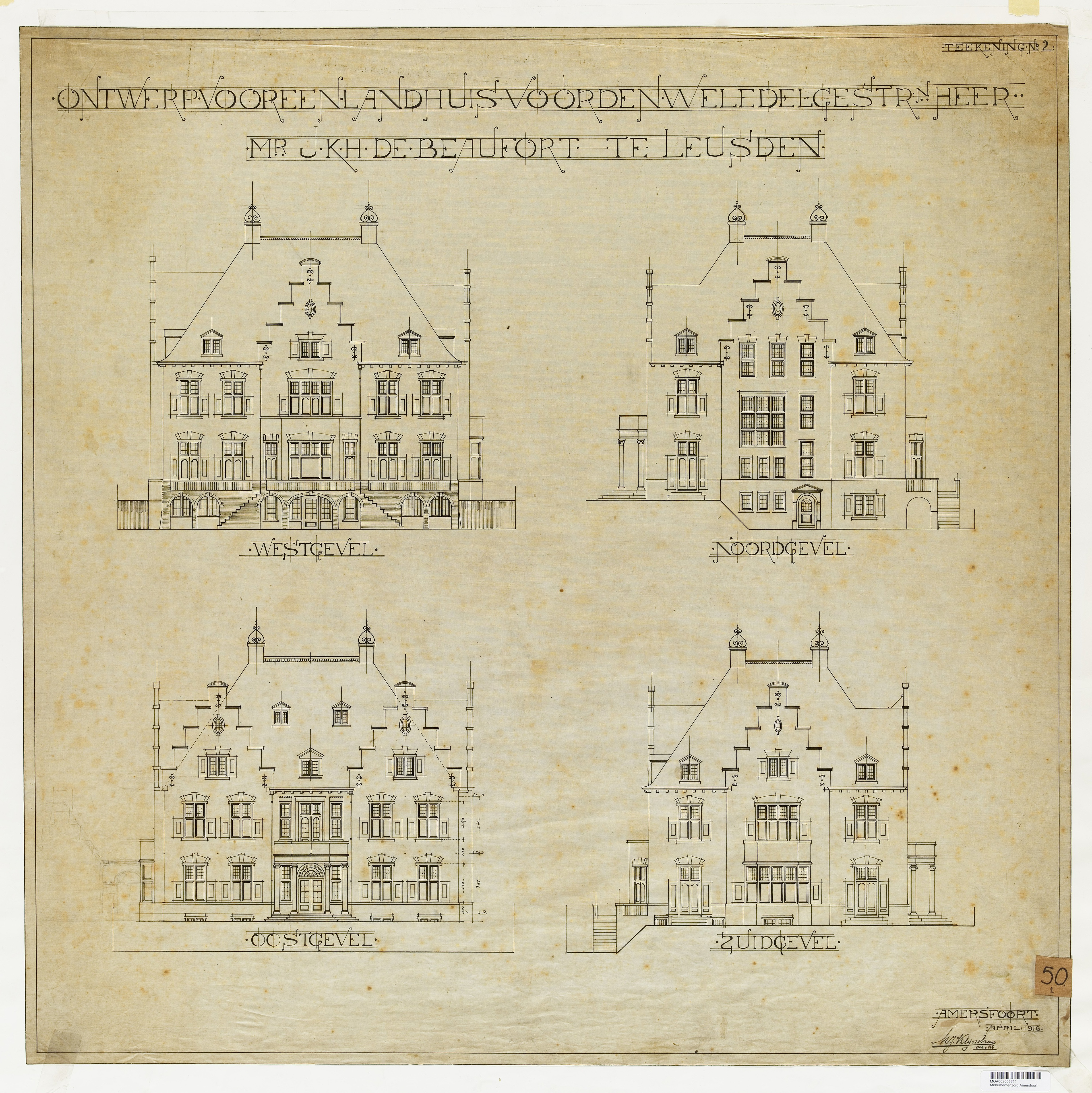
Bouwtekening van de gevels uit 1916 door M.J. Klijnstra

Het landgoed was onderwerp van geschil in Don Bosco Onroerend Goed BV tegen de Nederlandse Staat betreffende de btw-vrijstelling van het leveren van terrein met gedeeltelijk gesloopte gebouwen, op plaats waarvan nieuw bouwwerk moet worden opgericht.
In 1998 heeft Stichting Leusderend aan Don Bosco het landgoed verkocht waarop twee oude bijgebouwen stonden, met als doel dat de stichting deze laat slopen om zo nieuwe te kunnen bouwen.
Bij passatie van de leveringsakte is de sloop nog niet afgerond. Volgens de belastinginspecteur was hier geen sprake van een nieuwe onroerende zaak of bouwterrein maar van bebouwde grond. Daarom zou de levering belast zijn met overdrachtsbelasting. Volgens de koper is de samenloopvrijstelling van toepassing en is de levering hierom met omzetbelasting belast.
Als de zaak bij de Hoge Raad terechtkomt, stelt deze prejudiciële vragen aan het Europese Hof van Justitie. Die concludeert dat de stichting twee samenhangende prestaties verricht heeft: de sloop van de bijgebouwen en het leveren van de onroerende zaak met als economisch einddoel dat het onbebouwde grond wordt geleverd. De Hoge Raad dient te onderzoeken of het grond kwalificeert als bouwterrein voor de btw-heffing. Hierbij mag grond dat onbebouwd is, maar bestemd om bebouwd te worden, nooit in een btw-vrijstelling vallen.

## Trivia
- Pater Frans Xaver Niedermayer, die namens de Salesianen het landgoed kocht, kleedde zich voor deze gelegenheid voor het eerst in zijn priesterleven als burger. Zijn collega's waren immers bang dat de protestantse eigenaren ongunstig zouden reageren als ze merkten dat hun huis direct door een priester werd gekocht.[3]
- Het landgoed heeft deze naam omdat voor de bouw van de buitenplaats, J.K.H. de Beaufort het uiterste stukje grond kreeg dat nog bij het gebied Den Treek hoorde en dat tevens tegen de grens van Amersfoort aan lag. Het einde van Leusden, dus "Leusder-end."[6]